# UTC+11:30
Giờ UTC+11:30 được dùng như một giờ tại Úc cho Đảo Norfolk.
Ngày 2 tháng 11 năm 1868, New Zealand chính thức áp dụng 1 giờ chuẩn cho toàn quốc và có lẽ là quốc gia duy nhất làm vậy. Giờ này dựa vào kinh tuyến 172° 30' phía đông của Greenwich, có nghĩa là 11 giờ 30 phút trước Giờ trung bình Greenwich. Tiêu chuẩn này được biết như là New Zealand Mean Time (NZMT) (Giờ trung bình New Zealand). Ngày nay nó tương ứng vùng có giờ UTC+11:30.